# Chuck Biscuits
Chuck Biscuits (Charles Montgomery, 17 de abril de 1965) es un baterista canadiense, popular por haber pertenecido a las bandas Danzig, Black Flag, D.O.A. y Circle Jerks. También hizo parte de la agrupación de punk Social Distortion y una muy breve participación en Red Hot Chili Peppers. Biscuits ha nombrado como influencias a los músicos John Bonham, Rat Scabies, Topper Headon, Keith Moon y Stewart Copeland.

## Discografía

### D.O.A.  (1978–1982)
- Disco Sucks
- The Prisoner
- Triumph of the Ignoroids
- World War III
- Vancouver Complication
- Something Better Change
- Hardcore '81
- Let Them Eat Jellybeans
- Positively D.O.A. (No God, No Country, No Lies)
- Rat Music For Rat People Vol. 1
- Bloodied But Unbowed
- War on 45 (partial)

### Black Flag (1982)
- 1982 - 1982 Demos (Bootleg)
- 2010 - Live at the On Broadway 1982 (Live Album)

### Circle Jerks (1983-1984)
- Repo Man banda sonora
- The Best of Flipside Video

### Floorlords
- Black Ice Ride 2-Nite

### Glenn Danzig And The Power And Fury Orchestra
- 1987 - Less Than Zero banda sonora

### Danzig (1987-1994)
- 1988 - Danzig
- 1990 - Danzig II: Lucifuge
- 1990 - Final Descent(Samhain)
- 1992 - Danzig III: How the Gods Kill
- 1993 - Thrall: Demonsweatlive
- 1994 - Danzig 4
- 2001 - Live on the Black Hand Side
- 2007 - The Lost Tracks of Danzig

### Run-D.M.C.
- 1988 - Tougher Than Leather

### Samhain
- 1990 - Final Descent

### Social Distortion (1996-1999)
- 1998 - Live at the Roxy